# Торфінн Карлсефні
Торфінн Карлсефні (давньоскан. Þorfinnr Karlsefni близ. 980 — після 1007) — ісландський мореплавець.

## Біографія
Згідно з «Сагою про Еріка Рудого», Торфінн відплив з Гренландії в 1004 або 1005 р. на трьох суднах, що мали на борту 160 осіб, і досяг Вінланда, відкритого кількома роками раніше Лейфом Щасливим. Точне місце розташування поселень невідомо, але зараз місцевість ототожнюють з поселенням Л'Анс-о-Медовз, відкритим у сучасному Ньюфаундленді.
Сноррі Торфіннссон, син Торфінна від Гудрід Торбьярнардоттір, що народився восени в Вінланді був, мабуть, першою дитиною, що з'явилася на світ в Америці у батьків європейського походження. Змінивши місця трьох зимівель через вороже ставлення тубільців — «скрелінгів», Торфінн повернувся до Гренландії, ймовірно в 1006 або 1007 році, а потім в Ісландію. З ним прибули син Сноррі і два «скрелінги». Окрім Сноррі, у Торфінна також народився син Торбйорн.
Помер Торфінн після 1007 року. Його дружина Гудрід та син Сноррі відіграли важливу роль у християнізації Ісландії.

## Пам'ять
У Філадельфії стоїть пам'ятник Торфінну роботи ісландського скульптора Ейнара Йоунссона.

## Торфінн Карлсефні в культурі
- Подорож Торфінна Карлсефні в Америку лягла в основу фантастико-гумористичного роману Гаррі Гаррісона «Машина часу „Техніколор“».
- Торфінн Карлсефні є головним героєм манґи Юкімури Макото «Сага про Вінланд».